# The Wanters
Pour plus de détails, voir Fiche technique et Distribution.
The Wanters est un film muet américain réalisé par John M. Stahl et sorti en 1923.

## Synopsis
Une femme issu de la classe moyenne accède en se mariant à la mondanité mais elle va vite désenchanté.

## Fiche technique
- Titre : The Wanters
- Réalisation : John M. Stahl
- Scénario : Paul Bern, J.G. Hawks, d'après une nouvelle de Leila Burton Wells
- Chef opérateur : Ernest Palmer
- Montage : Margaret Booth
- Production : Louis B. Mayer
- Distribution : Associated First National Pictures
- Genre : Film dramatique
- Durée : 70 minutes
- Date de sortie : 
  - États-Unis : 26 novembre 1923

## Distribution
- Marie Prevost : Myra Hastings
- Robert Ellis : Elliot Worthington
- Norma Shearer : Marjorie
- Gertrude Astor : Mme Van Pelt
- Huntley Gordon : Theodore Van Pelt
- Lincoln Stedman : Bobby
- Lillian Langdon : Mme Worthington
- Louise Fazenda : Mary
- Hank Mann
- Lydia Yeamans Titus
- Vernon Steele : Tom Armstrong
- Harold Goodwin : le chauffeur
- William Buckley
- Sidney Algier